# Ішиль (народ)
Ішиль (Ixil, вимовляється [iʂil]) — корінне населення Гватемали майя. Ішиль живуть у трьох муніципалітетах у горах Кучуматанес у північній частині департаменту Ель-Кіче. Ці муніципалітети, також відомі як Ішильський трикутник, — Санта-Марія-Небадж, Сан-Гаспар-Чахул і Сан-Хуан-Коцаль.
На початку 1980-х років громада Ішиль була однією з головних цілей операції геноциду, яка включала систематичні зґвалтування, примусове переміщення та голод під час громадянської війни в Гватемалі. У травні 2013 року суд Гватемали визнав Ефраїна Ріоса Монтта винним у тому, що він наказав убити 1771 людину Ішиль. Головуючий суддя Джасмін Барріос заявив, що «Іксіли вважалися ворогами держави, а також були жертвами расизму, вважаючись нижчою расою». За даними комісії правди ООН 1999 року, від 70% до 90% сіл Ішиль було зруйновано, а 60% населення регіону Альтіплано були змушені втекти в гори між 1982 і 1983 роками. До 1996 року було вбито приблизно 7000 майя ішилів. Насильство особливо посилилося в період 1979–1985 років, коли гватемальська адміністрація та військові, що змінювали один одного, проводили невибіркову тактику випаленої землі (ісп. tierra arrasada) політика. 
У 2013 році генерал Ефраїн Ріос Монтт, який обіймав посаду президента Гватемали з 1982 по 1983 роки, був визнаний винним у геноциді проти народу Ішиль.

## Дивись також
- Ішильська мова[en]

1. ↑  Guatemala's Rios-Montt found guilty of genocide. BBC News. 11 травня 2013.
2. ↑  Myers, Laura (15 травня 2013). View from Chajul: The Rios Montt Genocide Trial. The Globalist. Архів оригіналу за 13 квітня 2015. Процитовано 16 травня 2013. [Архівовано 2015-04-13 у Wayback Machine.]
3. ↑  Malkin, Elisabeth (10 травня 2013). Former Leader of Guatemala Is Guilty of Genocide Against Mayan Group. New York Times. Процитовано 10 травня 2013.